# Betty Swords
Betty Swords fou una ninotaire estatunidenca que publicà a diverses revistes: The Saturday Evening Post, Redbook, Good Housekeeping, Ladies' Home Journal, Changing Times, etc., generalment amb els seus propis textos, i només de vegades il·lustrant els d'altres autors. També escrigué per al còmic Daniel el trapella, entre d'altres, i per a les revistes McCall's, Modern Maturity, The Christian Science Monitor, etc.
Nascuda a Denver, Colorado, i resident a Oakland, Califòrnia, estudià Belles Arts a la Universitat de Califòrnia a Berkeley. Estigué activa com a ninotaire professional des del 1955 al 1980, i feu cursos i conferències sobre el poder de l'humor a partir del 1976. Fins i tot escrigué un llibre, Humor power, que tanmateix restà inèdit. Els seus dibuixos, realitzats sempre amb una línia prima molt definida i realista, reflectien inicialment situacions que aleshores es consideraven "normals" de submissió de la dona al seu espòs, fins que cap al 1967 descobrí l'alliberament de la dona i tombà radicalment cap a la ridiculització i denúncia d'aquestes mateixes situacions.